# Arthur Qvist
Arthur Qvist (* 17. Februar 1896 in Oslo, Norwegen; † 12. September 1973 in Ullensaker) war ein norwegischer Reiter und während des Zweiten Weltkriegs SS-Sturmbannführer der Waffen-SS.

## Leben
Qvist gewann bei den Olympischen Sommerspielen 1928 in Amsterdam die Silbermedaille im Mannschaftswettbewerb des Vielseitigkeitsreitens.  1936 nahm er in Berlin erneut an den Olympischen Sommerspielen teil.
Nach der Besetzung Norwegens durch die Deutschen im Jahr 1940 trat Qvist in die SS ein und wurde Mitglied der Den Norske Legion (SS-Freiwilligenlegion Norwegen), die eine Einheit der Waffen-SS bildete. Im Rang eines SS-Sturmbannführers leitete er diese Einheit ab Februar 1942, die circa 1200 Mitglieder hatte. Die Legion kämpfte unter Qvists Befehl auf deutscher Seite unter anderem im Kampfgebiet der Leningrader Front, ehe sie 1943 aufgelöst wurde. Qvist erhielt während seiner Dienstzeit das Eiserne Kreuz I. und II. Klasse.
Nach dem Ende des Krieges 1945 wurde Arthur Qvist in Norwegen wegen Verrat zu einer zehn Jahre langen Haftstrafe verurteilt. Er starb 1973. Qvist war verheiratet.